# Conrado de Turingia
Conrado (fallecido el 27 de febrero de 906), llamado el Viejo o el Mayor, fue el duque de Turingia brevemente en 892-93. Fue quien dio su nombre a la dinastía conradina y era hijo de Udo de Neustria.  Su madre probablemente fue hija de Conrado I de Logenahe (832-860). Era conde de Oberlahngau (886), Hessengau (897), Gotzfeldgau (903), Wetterau (905), y Wormsgau (906). Unió todo Hesse bajo su control político y bajo sus herederos este territorio se convirtió en el ducado de Franconia.
Al principio de su carrera, Conrado luchó con los Babenberg Enrique de Franconia y Adalberto. La principal residencia de Conrado fue Friedeslar en Hesse. Era un comes (conde) y ministerialis de Arnulfo de Carintia en 891. En 892, el duque Poppo fue depuesto de sus cargos y remmeplazado en Turingia y la Marca Soraba por Conrado. Sólo mantuvo el ducado brevemente antes de ser reemplazado por Burcardo. La razón para su nombramiento probablemente representa un cambio en la política de Arnulfo en favor de los Conradinos sobre los Babenberg; pero el breve desempeño del cargo por parte de Conrado muede que refleje su falta de apoyo en Turingia o un escaso deseo, por su parte, de quedarse allí confinado.
Alrededor del año 880, Conrado se casó con Glismoda (también escrito Glismod, Glismuot o Glismut). Puede que fuera la hija de Arnulfo de Carintia, o una pariente de los primeros duques de Turingia (quizá hija de Tachulfo), transmitiendo así a su esposo una pretensión hereditaria a Turingia. Tuvieron cuatro hijos: Conrado el Joven, el futuro rey de Alemania; Everardo, futuro duque de Franconia; Otón (también Udo u Odo), futuro conde en el Ruhrgau y el Lahn medio, quien murió en 918; y una hija, de nombre desconocido.
En 906, durante una guerra privada contra dos hermanos, Gerard y Matfrid, Conrado resultó muerto en batalla cerca de Fritzlar y fue enterrado en la iglesia de san Martín en Weilburg. Su hijo mayor tenía ya edad suficiente para participar en esta guerra. Su viuda, Glismoda, murió el 26 de abril de 924 y está enterrada junto a él. 